# Periant

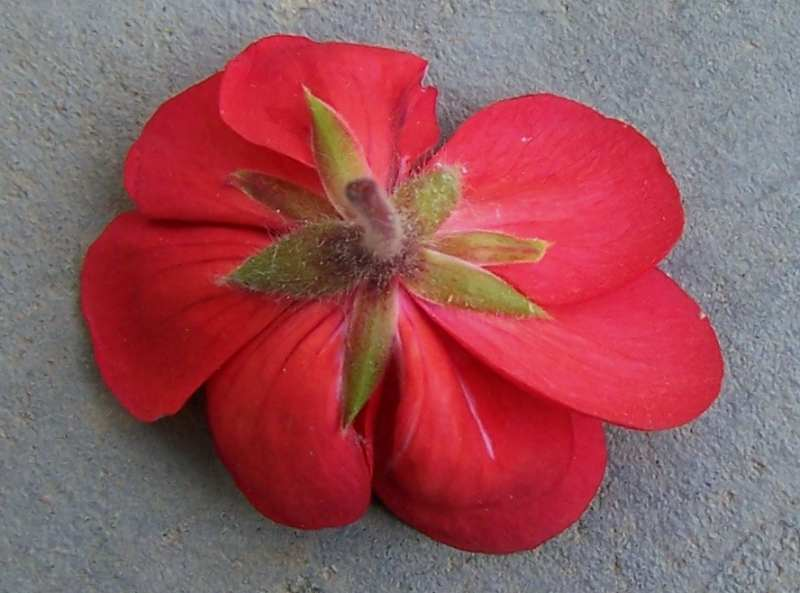
Periant amb calze i corol·la ben diferenciat

El periant o perigoni (del grec peri = al voltant, i goni = estructures de reproducció) és una adaptació funcional de les plantes que actua com a reclam i recepció d'animals transportadors de pol·len. També té, inicialment, una missió de protecció dels primordis seminals. Està constituït per les peces estèrils situades a la perifèria de la flor. Quan està ben desenvolupat consta de dos tipus de peces: de fora a dins, els sèpals, que constitueixen el calze, i els pètals, que constitueixen la corol·la. Els sèpals solen ésser verds i d'aspecte foliaci i els pètals, de colors diversos. Si els sèpals estan lliures entre ells, el calze s'anomena dialisèpal; si estan soldats, gamosèpal o sinsèpal. Si els pètals estan lliures entre ells, la corol·la s'anomena dialipètala; si estan soldats, gamopètala o simpètala. Quan les peces del periant no estan diferenciades en pètals i sèpals s'anomenen tèpals. El periant indiferenciat rep sovint el nom de perigoni.
Segons el nombre de verticils que constitueixen el periant, les flors reben noms diferents: 
- Diclamídia: si la flor té dos o més verticils diferents i pot ser de dos tipus:
  - Heteroclamídia: si els dos verticils tenen peces diferenciables morfològicament: el calze, format pels sèpals, i la corol·la, formada pels pètals.
  - Homoclamídia: si els dos verticils que formen el periant tenen peces no diferenciables morfològicament, aquestes peces s'anomenen tèpals, i en aquest cas el periant acostuma a rebre el nom de perigoni. Exemple: Magnòlia.
- Monoclamídia (o haploclamídia): si la flor té un sol verticil. Exemple: ortiga
- Aclamídia (o nua): si la flor no té periant. Exemple: Faig.

El terme "clamídia" prové del latí chlamys, i aquest, a la vegada, del grec χλαμΰς i significa "vestidura".

Aclamídia
Monoclamídia
Homoclamídia
Heteroclamídia

Un aspecte particular és la manera com estan disposades les peces del periant (prefloració) unes respecte de les altres, cosa que s'observa sobretot en la flor encara no oberta (poncella). Els diversos tipus de prefloració reben noms particulars (helicoidal, imbricada, quincuncial, etc.).
El terme perigoni pot considerar-se sinònim de periant, bé que tendeix a utilitzar-se per aquells periants formats per peces totes semblants, o sigui tèpals.